# Elsa Reichmanis
Elsa Reichmanis (née le 9 décembre 1953 à Melbourne, Australie) , est une chimiste américaine, qui est présidente en 2003 de l'American Chemical Society. 

## Biographie
Reichmanis obtient son baccalauréat en chimie en 1972 et son doctorat en chimie organique en 1975, tous deux à l'Université de Syracuse.
Elle est actuellement titulaire de la chaire Anderson Endowed Chair en génie chimique et biomoléculaire à l'Université Lehigh. Elle est auparavant professeure au Georgia Institute of Technology. Reichmanis est connue pour ses recherches sur la microlithographie et est reconnue pour sa contribution au "développement d'une compréhension fondamentale au niveau moléculaire de la façon dont la structure chimique affecte le fonctionnement des matériaux, conduisant à de nouvelles familles de matériaux et de procédés lithographiques qui peuvent permettre une fabrication VLSI avancée".
En 1995, elle est élue membre de l'Académie nationale d'ingénierie des États-Unis, en 1997 membre de l'Association américaine pour l'avancement des sciences , et en 2918, membre de la Materials Research Society . En 2001, elle reçoit la Médaille Perkin et en 2018 le Prix ACS en Chimie des Matériaux . En 2020, elle est élue membre de l' Académie nationale des inventeurs .